# Лази (Калуський район)
Лази́ — село в Україні, у Калуському районі Івано-Франківської області. Входить до складу Перегінської селищної громади. Колишній орган місцевого самоврядування — Ясенська сільська рада. Населення становить 287 осіб (станом на 2001 рік). Село розташоване на південному сході Калуського району.

## Географія
| Клімат Лазів            | Клімат Лазів | Клімат Лазів | Клімат Лазів | Клімат Лазів | Клімат Лазів | Клімат Лазів | Клімат Лазів | Клімат Лазів | Клімат Лазів | Клімат Лазів | Клімат Лазів | Клімат Лазів | Клімат Лазів |
| Показник                | Січ.         | Лют.         | Бер.         | Квіт.        | Трав.        | Черв.        | Лип.         | Серп.        | Вер.         | Жовт.        | Лист.        | Груд.        | Рік          |
| Середній максимум, °C   | −1,6         | 0,0          | 5,0          | 12,0         | 17,5         | 20,5         | 22,0         | 21,6         | 17,6         | 12,2         | 5,1          | 0,4          | 12,9         |
| Середня температура, °C | −4,8         | −3,1         | 1,1          | 7,1          | 12,2         | 15,3         | 16,7         | 16,2         | 12,5         | 7,5          | 2,0          | −2,3         | 6,7          |
| Середній мінімум, °C    | −7,9         | −6,2         | −2,8         | 2,3          | 7,0          | 10,1         | 11,5         | 10,9         | 7,5          | 2,9          | −1           | −4,9         | 2,5          |
| Норма опадів, мм        | 42           | 40           | 43           | 59           | 89           | 109          | 103          | 85           | 57           | 45           | 48           | 54           | 774          |
| ----------------------- | ------------ | ------------ | ------------ | ------------ | ------------ | ------------ | ------------ | ------------ | ------------ | ------------ | ------------ | ------------ | ------------ |
| Джерело:                |              |              |              |              |              |              |              |              |              |              |              |              |              |

## Населення
Станом на 1989 рік у селі проживали 238 осіб, серед них — 108 чоловіків і 130 жінок.
За даними перепису населення 2001 року у селі проживали 287 осіб. Рідною мовою назвали:
| Мова       | Кількість осіб | Відсоток |
| ---------- | -------------- | -------- |
| українська | 287            | 100,00 % |

## Політика
Голова сільської ради — Рараговський Віктор Федорович, 1964 року народження, вперше обраний у 2015 році. Інтереси громади представляють 22 депутати сільської ради:
| Партія                                 | Кількість депутатів | Відсоток |
| -------------------------------------- | ------------------- | -------- |
| самовисування                          | 14                  | 90,91 %  |
| Громадський рух «Народний контроль»    | 1                   | 4,55 %   |
| Всеукраїнське об'єднання «Батьківщина» | 1                   | 4,55 %   |

## Пам'ятки
- Ангелівська доменна піч — найстаріша на території України доменна піч з числа тих, що збереглися. Пам'ятка архітектури. Будівництво печі було розпочато 1810 року, введена в експлуатацію 1812 року. Працювала до 1818 року. Розташована в урочищі Ангелів.